# حشیان
روستای حشیان
حشیان یک روستا در ایران است که در دهستان مالمیر واقع شده است. حشیان ۲۸۳ نفر جمعیت دارد. زبان مردم این روستا پارسی و لری است.

### معرفی روستا
حشیان یکی از روستاهای شهرستان شازند در استان مرکزی می‌باشد که در جنوب غربی استان (در مرز بین استان مرکزی و استان لرستان) واقع شده است. این روستا تقریباً در ۴۶کیلومتری شازند ۴۴ کیلومتری شهرستان بروجرد از استان لرستان واقع است. این روستا مجهز به آب لوله‌کشی، لوله‌کشی فاضلاب، برق، تلفن، گاز و سیستم مکانیزه جمع‌آوری زباله است.
حشیان یکی از سرسبزترین روستاهای منطقه شازند می‌باشد

### جمعیت
جمعیت فعلی آن نزدیک به ۳۰۰ نفر است. روند جمعیتی این روستا طی سالها و دهه‌های اخیر کاهشی بوده است و تقریباً نصف شده است. مهاجرت و کاهش بعد خانوار از دلایل اصلی کاهش جمعیت در این روستا است.